# Korogocho

Die größten Slums von Nairobi

Korogocho ist nach Kibera und Mathare der drittgrößte Slum der kenianischen Hauptstadt Nairobi. Es gehört zum Stadtbezirk Ruaraka und ist in sechs Orte unterteilt: Mathare 4A, Utalii, Mathare North, Babadogo, Korogocho, Gitathuru und Lucky Summer. Die offizielle Webpräsenz des National Government Constituency Development Fund (NG-CDF) für Ruaraka enthält weitere Informationen zu Korogocho. Offiziellen Angaben zufolge ist der Wahlkreis Ruaraka ist einer der 17 Wahlkreise im kenianischen Nairobi County. Der Wahlkreis Ruaraka grenzt im Osten und Süden an den Wahlkreis Embakasi North, im Norden an die Wahlkreise Kasarani und Roysambu und im Westen an den Wahlkreis Mathare.
Der Name „Korogocho“ bezieht sich auf das Wort kurugucu aus der Sprache der Kikuyu und bedeutet so viel wie „Durcheinander, Chaos, Abfall“.
In Korogocho leben laut Schätzungen zwischen 150.000 und 200.000 Menschen auf einer Fläche von etwa 1,5 Quadratkilometern. Die wenigsten Slumbewohner können einer regulären, bezahlten Tätigkeit nachgehen. Lediglich ein Bruchteil der Bevölkerung bezieht Einkommen aus sogenannter formaler Beschäftigung. Auf der angrenzenden Müllhalde von Dandora arbeiten Tausende von Menschen und suchen nach Essbarem oder Wiederverwertbarem – Dinge, die zur weiteren Verarbeitung verwendet oder weiterverkauft werden. Die Slumbewohner nennen Dandora "Boma". Nach Angaben von Bewohnern gehen mindestens 60 % der Kinder auf die Müllhalde. Sie suchen wie die Erwachsenen dort nach Nahrung und wiederverkaufbaren Materialien wie Metall oder Plastik, um so zum Einkommen ihrer Familie beizutragen.
Im Rahmen des 7. World Social Forum (WSF) trat Korogocho ins öffentliche Interesse. Eine der wenigen umfangreichen Studien zu Korogocho wurde 2010 durch das United Nations Human Settlements Programme unter dem Titel "KOROGOCHO SITUATION ANALYSIS – A Snapshot" veröffentlicht. Sozial tätig sind unter anderem der Italiener Alex Zanotelli, die Jugendgruppe Miss Koch Initiative sowie der lokale Radiosender 99.9 KochFM.
Eine der inzwischen größten in Korogocho arbeitenden NGOs ist die Initiative des ehemaligen Fußballers Hamilton Ayiera Nyanga, die Ayiera-Initiative. Ayiera war Teilnehmer der Homeless World Cup in Südafrika im Jahr 2006. Er gründete seine Initiative 2007. Zu deren Unterstützern aus Deutschland zählen unter anderen das Entwicklungsministerium BMZ, die Hilfsorganisation care sowie die NGO Zukunft für Kinder in Slums e.V.

## Sport
Korogocho ist überregional bekannt für die dortigen Sportaktivitäten, unter anderem für die dort ansässige Jugendfußball-Akademie Acakoro. Das österreichisch-kenianische Sozialprojekt wurde 2013 vom ehemaligen österreichischen Nationalspieler Helmut Köglberger gegründet. Sie wird seit 2014 von der Mirja-Sachs-Stiftung unterstützt. Die größten Erfolge feierte die Akademie mit Siegen gegen die U11 des FC Barcelona (2015) und gegen die U11 von Atletico Madrid (2016).
Die CBO (Community Based Organisation) Ayiera-Initiative führt seit 2011 ein Slum Footie Turnier durch. Das „Slum Footie Tournament“ nutzt Fußball als soziales Instrument in den Slums von Nairobi. Es ist eng mit der „Slum Footie League“ verbunden, die von Hamilton Ayiera Nyanga ins Leben gerufen wurde. Ziel der Liga und ihrer Turniere ist es, Jugendlichen aus verschiedenen ethnischen und sozialen Hintergründen eine Plattform zu bieten, um gemeinsam zu spielen, Vorurteile abzubauen und Konflikte zu verhindern. An der U 17-FIFA-Weltmeisterschaft nahmen mit Lindeey Atieno und Susan Akoth auch zwei Mädchen aus Korogocho teil, die über die Ayiera Initiative Fußball zum Fußball kamen. Deren Teilnahme bedeutet für die Initiative einen großen Erfolg ihrer Arbeit.
Bei der afrikanischen Nationenmeisterschaft CHAN, die 2025 in den drei Ländern Kenia, Tansania und Uganda gleichzeitig ausgetragen wird, spielt auch ein im Slum Korogocho aufgewachsener Fußballer mit. Alphonce Omija spielte als Kind in der "Slum Footie League" der Organisation Ayiera Initiative in Korogocho Fußball und ist inzwischen Vizekapitän der kenianischen Nationalmannschaft. Für zahllose Kinder und Jugendliche im Slum ist er deshalb einer der größten Idole geworden.